# Ranxo Tía Juana
Rancho Tía Juana, o Ti Juan va ser una concessió de terres feta a Santiago Arguello el 4 de març de 1829 pel governador José María de Echeandía. Amb una superfície de 26.019,53 acres cobria tot el que ara és Tijuana al municipi de Tijuana a Baixa Califòrnia, Mèxic, i parts de San Ysidro i la vall del riu Tijuana, San Diego, al sud de San Diego al comtat de San Diego, Califòrnia .

## Rerafons
La propietat del Rancho Tía Juana limitava al sud amb el Rancho El Rosario d'11 llegües, cedit per José María de Echeandía el 1827 a Don José Manuel Machado, un dels primers soldats estacionats al Presidio de San Diego.
La casa original del Rancho Tía Juana,  es trobava just al sud de la frontera amb Mèxic, prop d'on hi ha actualment el pas fronterer entre Mèxic i els EUA.
Hi ha una teorìa que sosté que el nom Tijuan podria derivar del Kumeyaays Tehuan, una paraula  a la que se li atribueixen diversos significats.